# Fernand Gonder
Fernand Gonder (Bordeaux, 12 giugno 1883 – Rochefort, 10 marzo 1969) è stato un astista francese.

## Biografia
Ai Giochi olimpici intermedi vinse l'oro nel salto con l'asta ottenendo un risultato migliore dello svedese Bruno Söderström (medaglia d'argento) e dello statunitense Edward Glover.

## Palmarès
| Anno | Manifestazione            | Sede  | Evento           | Risultato | Prestazione | Note            |
| ---- | ------------------------- | ----- | ---------------- | --------- | ----------- | --------------- |
| 1906 | Giochi olimpici intermedi | Atene | Salto con l'asta | Oro       | 3,50 m      | Record olimpico |